# نوروسبالدو مورالس
نوروسبالدو مورالس (انگلیسی: Noro Morales; ۴ ژانویهٔ ۱۹۱۱ – ۱۶ ژانویهٔ ۱۹۶۴) موسیقی‌دان، آهنگساز و نوازنده پیانو اهل پورتوریکو بود.